# Bloedbad van Kražiai
Het Bloedbad van Kražiai (Litouws: Kražių skerdynės) was een aanval van een regiment Russische Don-Kozakken op de Litouwse bewoners van Kražiai, die protesteerden tegen de sluiting van de Rooms-katholieke kerken. Het bloedbad vond plaats op 22 november 1893.

## Achtergrond
Bij de Derde Poolse Deling ging het grootvorstendom Litouwen deel uitmaken van het keizerrijk Rusland en begin negentiende eeuw begonnen ze met een proces van russificatie. Onder de eerste twee generaties was er voornamelijk passief verzet tegen het Russische bewind. In de generaties die daarop volgende werd het voormalig groothertogdom diepgaand beïnvloed door nieuwe nationale en politieke bewegingen.
Een van de strijdpunten van de russificatie was religie. De Russische regering begon met het uitzetten van een netwerk van orthodoxe kerkparochies en ze brachten tegelijkertijd het aantal Rooms-katholieke kerken in de regio terug. Zo sloot het gouvernement in het diocees Samogitië al meer dan 150 kloosters en de bijhorende kloosterkerken. De plaatselijke bevolking in vijf verschillende dorpen maakte bezwaar tegen deze sluitingen. Met name de sluiting van de benedictijnse kloosterkerk in Kražiai stuitte op veel weerstand van de lokale bevolking. Kražiai telde in 1871 een bevolking van 1761 personen en gold indertijd als een centrum van de Litouwse cultuur.

## Lokaal verzet
Een serie van petities om de kerk te redden werd afgewezen en in reactie hierop begon de lokale bevolking de kerk te bewaken om te voorkomen dat er heilige voorwerpen uit de kerk meegenomen zouden worden. Dit verzet alarmeerde regionale gouverneur Nikolaj Klingenberg en besloot om de Litouwse bevolking een lesje te geven. 
Klingenberg leidde persoonlijk een strijdmacht van politieagenten, gendarmerie en kozakken naar Kražiai. Deze strijdmacht slaagde erin om de kerk binnen te dringen en de lokale bevolking te verdrijven. De kozakken dreven de lokale bevolking richting de nabijgelegen rivier, de Kražantė. Hier zouden volgens sommige bronnen zes mensen verdronken zijn. Volgens Litouwse kranten zouden er negen doden zijn gevallen en volgens hen was er ook sprake van verkrachting en andere verwondingen. De lokale boeren claimden dat het dodental hoger ligt, omdat sommige mensen van de geselingen zouden zijn gestorven.

## Nasleep
In totaal werden zeventig mensen door de overheid berecht. Door de extreme en brutale onderdrukking van de Russen raakte dit bekend als het Bloedbad van Kražiai. De verdediging was instaat om 34 mensen vrij te pleiten en het merendeel zou uiteindelijk amnestie verkrijgen van keizer Nicolaas II die in 1894 aan de macht kwam. Het incident in Kražiai had tevens tot gevolg dat de katholieke bevolking van Litouwen verder vervreemd raakte van het Russische bewind.
Het Bloedbad van Kražiai belandde in vele kranten over de wereld. Zo berichtte ook de kranten in de Verenigde Staten erover en gingen de Amerikaanse Litouwers de straat op voor demonstraties tegen het geweld. De Poolse journalistiek identificeerde deze demonstraties als Pools-Litouwse demonstraties, maar de Litouwse kranten berispten de Polen omdat zij eveneens het bloed hadden verspild van onschuldige Litouwers. Toch was het bloedbad aan de vooravond van de Eerste Wereldoorlog uitgegroeid tot een plaats van herinnering.

## Herdenking

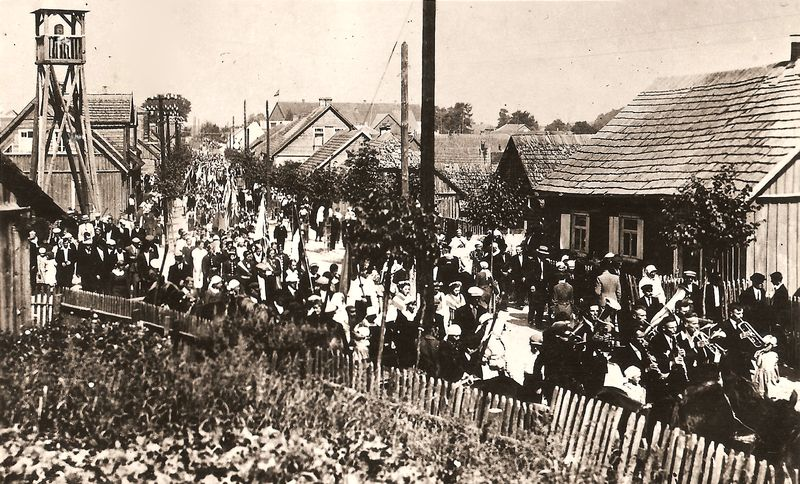
Het toegestroomde volk tijdens de veertigjarige herdenking van het bloedbad.

De veertigste verjaardag van het bloedbad werd in 1933 groots gevierd, in zowel Litouwse als Poolse kringen. Op 17 december van dat jaar onthulde de Poolse advocaat Władysław Jaszczołt namens zijn land een herdenkingsplaquette op de plek in Vilnius waar het proces tegen de inwoners van Kražiai had plaatsgevonden. De Litouwse gemeenschap in Vilnius organiseerde haar eigen herdenking